# Arquitectura sudanesa

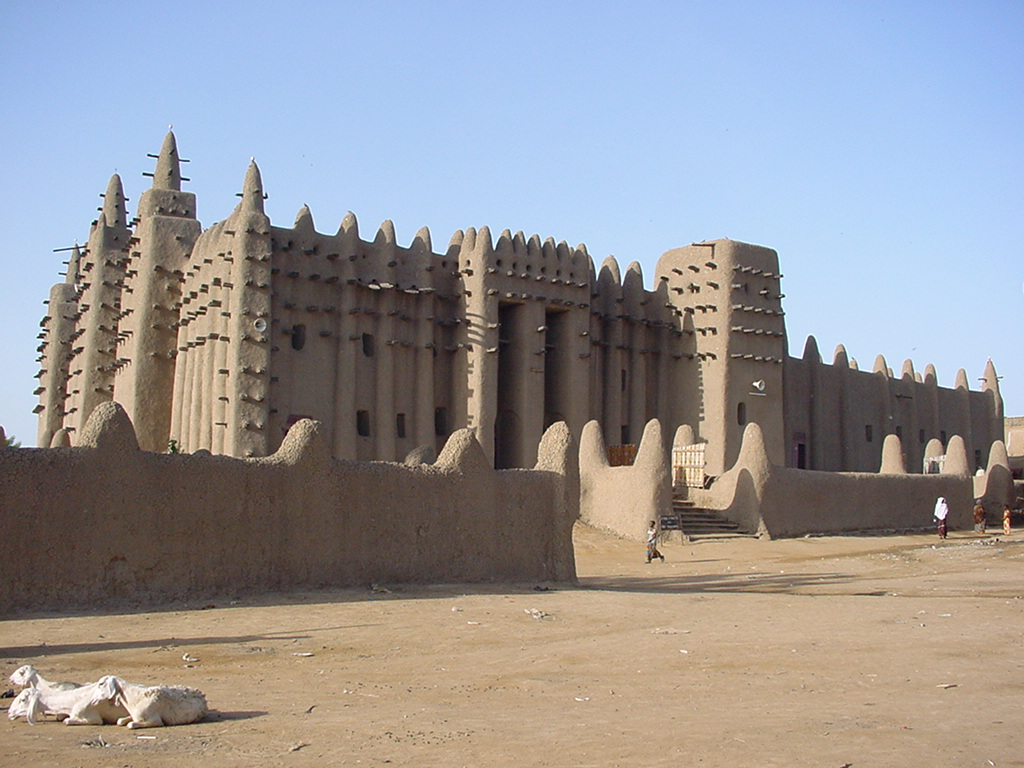
La gran mezquita de Djenné.

La arquitectura sudanesa es un tipo de arquitectura que se encuentra en África Occidental y principalmente en Malí, en la región correspondiente a lo que formó el Sudán francés. 

## Características

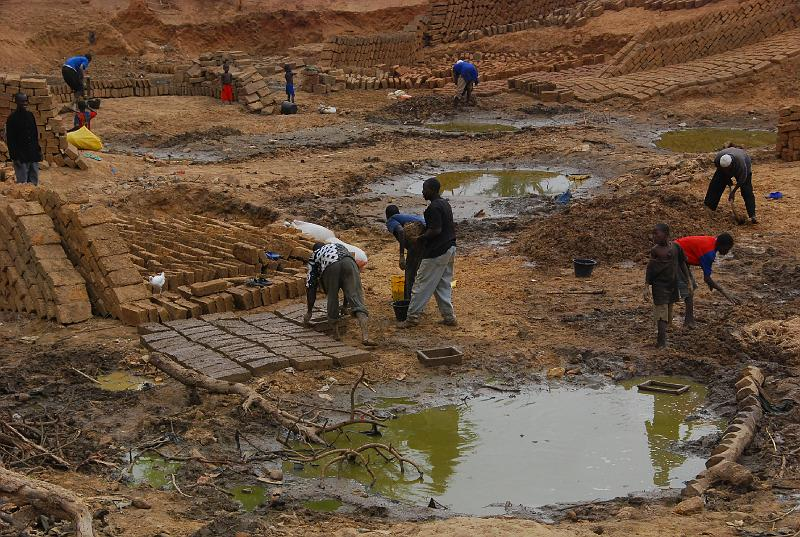
Preparación del adobe, Mali

La arquitectura sudanesa es de naturaleza urbana o monumental en tierra cruda. Los edificios están hechos de ladrillos de adobe, una mezcla de arcilla macerada con paja, cáscaras de arroz y posiblemente manteca de karité. Entre los elementos característicos de construcción, encontramos la presencia de pilastras, empleados como refuerzo de los muros, estas suelen ser  ligeramente más altas y terminan con una cruz de ojivas. En las construcciones religiosas terminan con la media luna característica del islam o bien es frecuente el remate con los conocidos huevos de avestruz , remates en forma de cúpulas que reciben dicha denominación por su forma ovoide,  ejemplo de ello son la mezquita de Mopti o la de Djenné. Las paredes de los edificios  incluyen ramas de la palma Boraso –Borassus– insertadas, cuya función es aligerar el peso del muro y hacerlo resistente al desgaste, a la vez que facilitan el enlucido, esencial para el mantenimiento del edificio de forma que este resista la temporada de lluvias, y cumple la función de absorber dilatación térmica.

## Origen
El origen de esta arquitectura a menudo se atribuye al arquitecto (y poeta) andaluz Abou Ishaq es-Sahéli, quien regresó con el emperador Kankou Moussa de su peregrinación a La Meca, y a quien se le confió la realización de la mezquita Kankou Moussa, en Gao y de la mezquita Djingareyber en Tombuctú.

## Edificios representativos

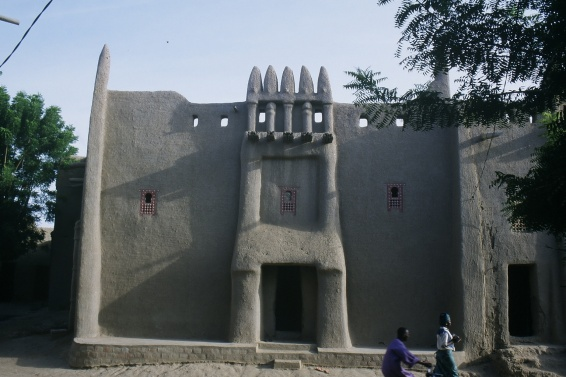
casa tradicional en Djenné

### Arquitectura urbana
- Mali: 
  - La ciudad de Djenné, construida íntegramente en arquitectura sudanesa, se considera la cuna de este tipo de arquitectura en un entorno urbano.
  - El distrito somono de Ségou.[4]
  - El pueblo de Ségou Koro, a pocos kilómetros al oeste de Ségou, tiene una antigua mezquita y un distrito construido de tierra cruda.

- Nigeria: 
  - el casco antiguo de Zaria en el norte de Nigeria.
  - El casco antiguo de Kano, en el norte de Nigeria, parcialmente construido en arcilla, también contiene un muro circundante que defiende el casco antiguo.

### Arquitectura monumental
- Mercado local Dinar Tayeb en la ciudad de Adrar, al sur de Argelia.
- La gran mezquita de Djenné, de arquitectura sudanesa, es el edificio de tierra cruda más grande del mundo.
- Mezquita Kankou Moussa de Gao
- La Tumba de Askia, en Gao . Fue inscrita en 2004 en la Lista del Patrimonio Mundial de la Humanidad.[5]
- La Gran Mezquita del Viernes de Niono, ganó el Premio Aga Khan de Arquitectura en 1983.[6]
- Mezquita Komoguel de Mopti
- Mezquita Djingareyber en Tombuctú
- La Gran Mezquita de Bougouni.[7]
- La Gran Mezquita de Senoussa, al sur de Mopti, Mali.
- Palacio del Rey Ahmadou Tall, en Ségou (desaparecido).
- La gran mezquita de Agadez, en Níger
- La gran mezquita de Bobo-Dioulasso, Burkina Faso.
- La Gran Mezquita de Bani en Burkina Faso. Esta mezquita se encuentra al este del país, entre las ciudades de Dori y Tougouri .
- La Gran Mezquita de Ouahabou en Burkina Faso, construida en ladrillo y paja.[8]
- Mezquita Larabanga, Ghana.
- Mezquitas sudanesas en el norte de Costa de Marfil.[9]

## Evolución
Durante la época colonial, los arquitectos franceses confiaron en los estilos sudaneses para crear edificios coloniales, dando así lugar a la arquitectura neosudanesa. 

## Fotografías

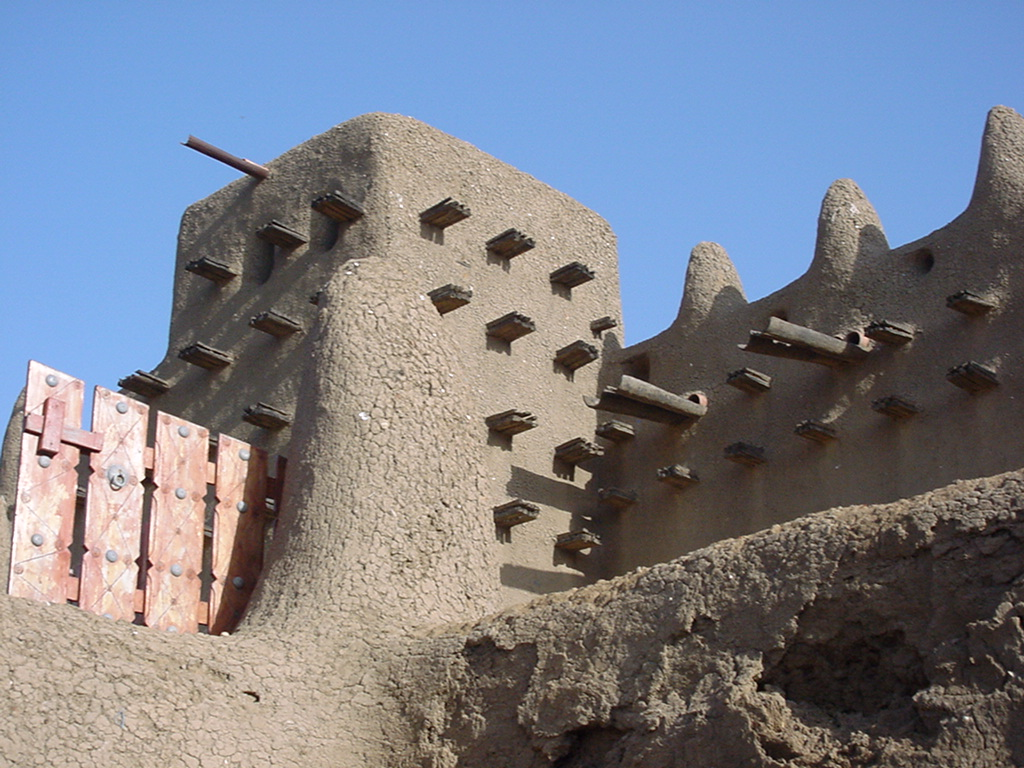
terrones insertados en una pared de barro (mezquita de Djenné)
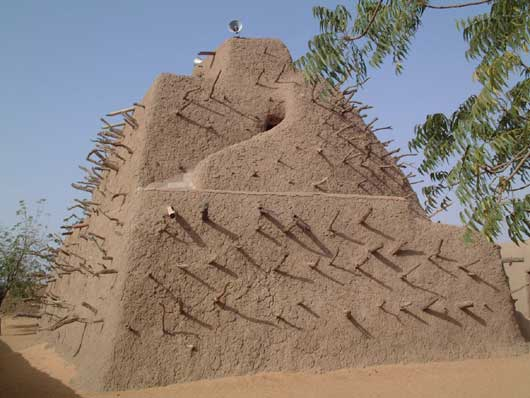
Tumba de Askia, en Gao
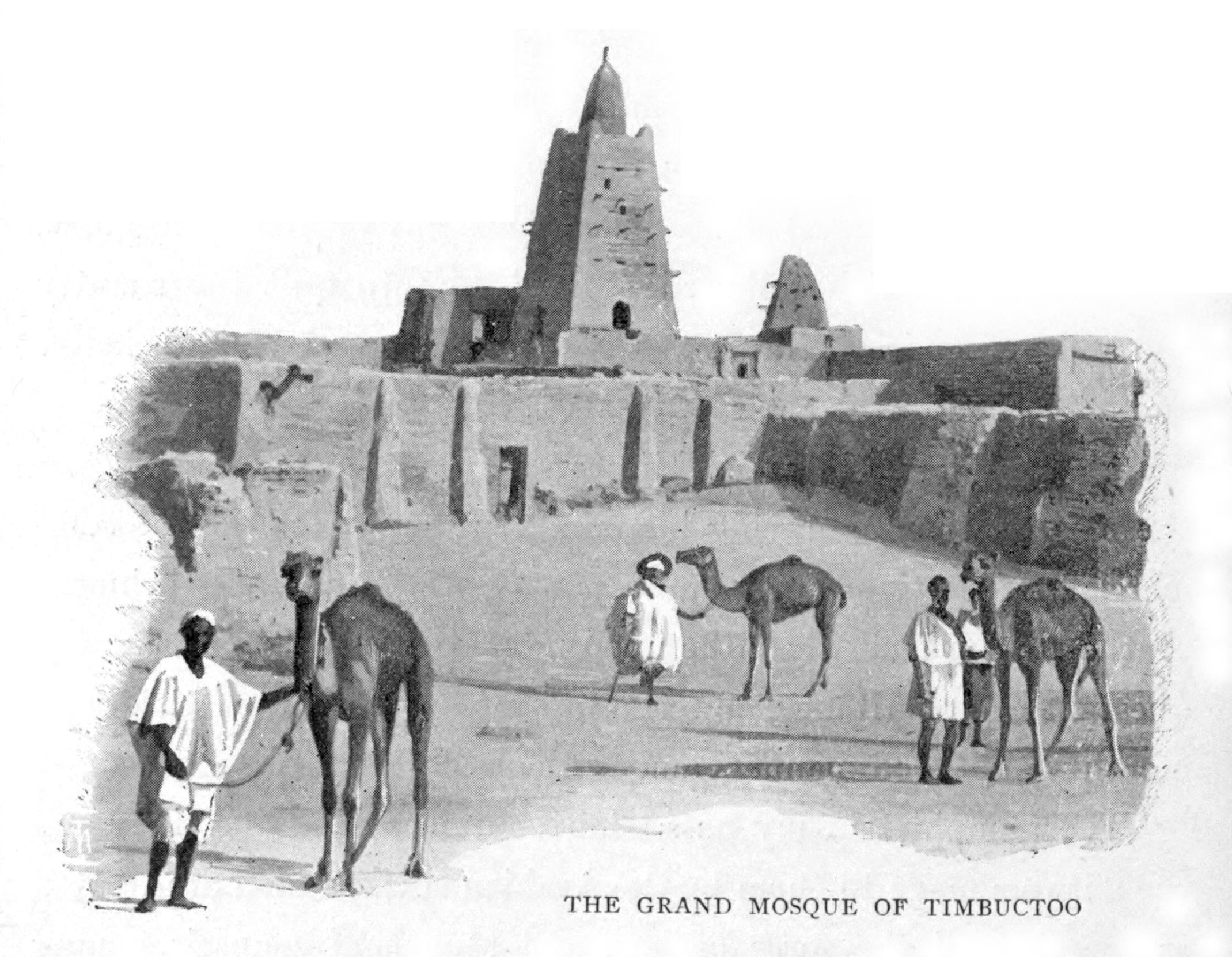
Grabado de la Gran Mezquita de Tombuctú
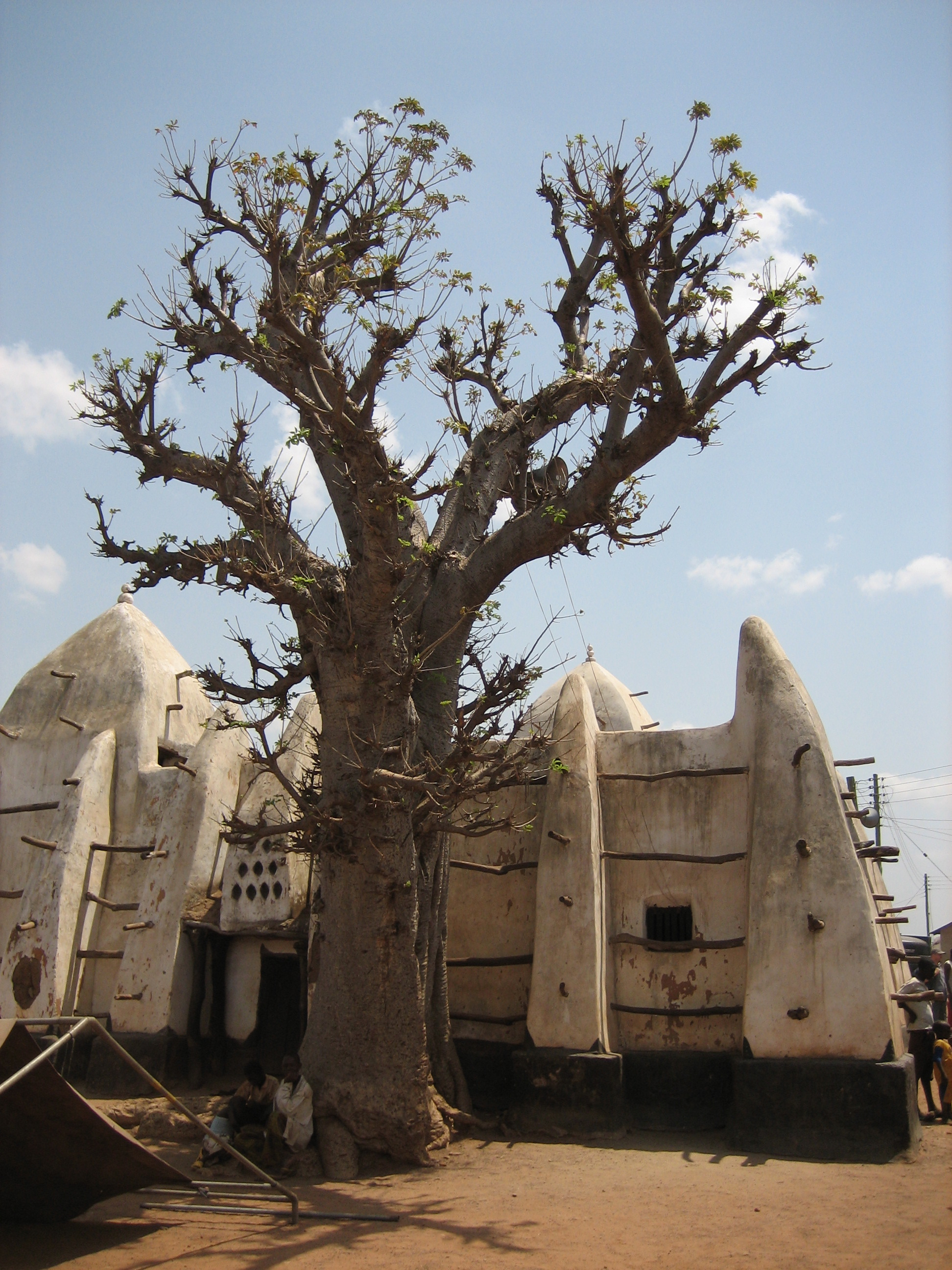
Mezquita Larabanga, Ghana
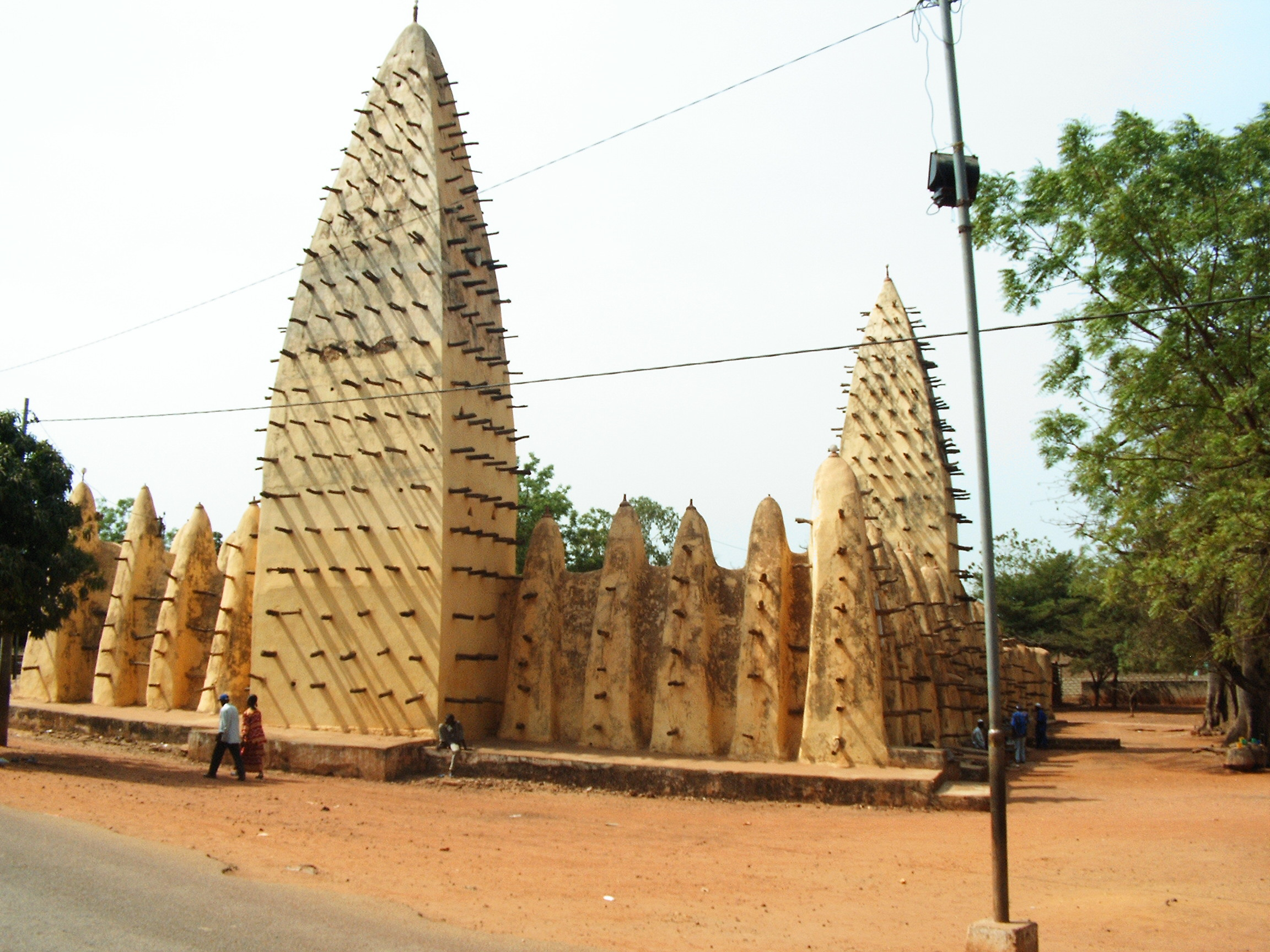
Mezquita Bobo-Dioulasso, Burkina-Faso
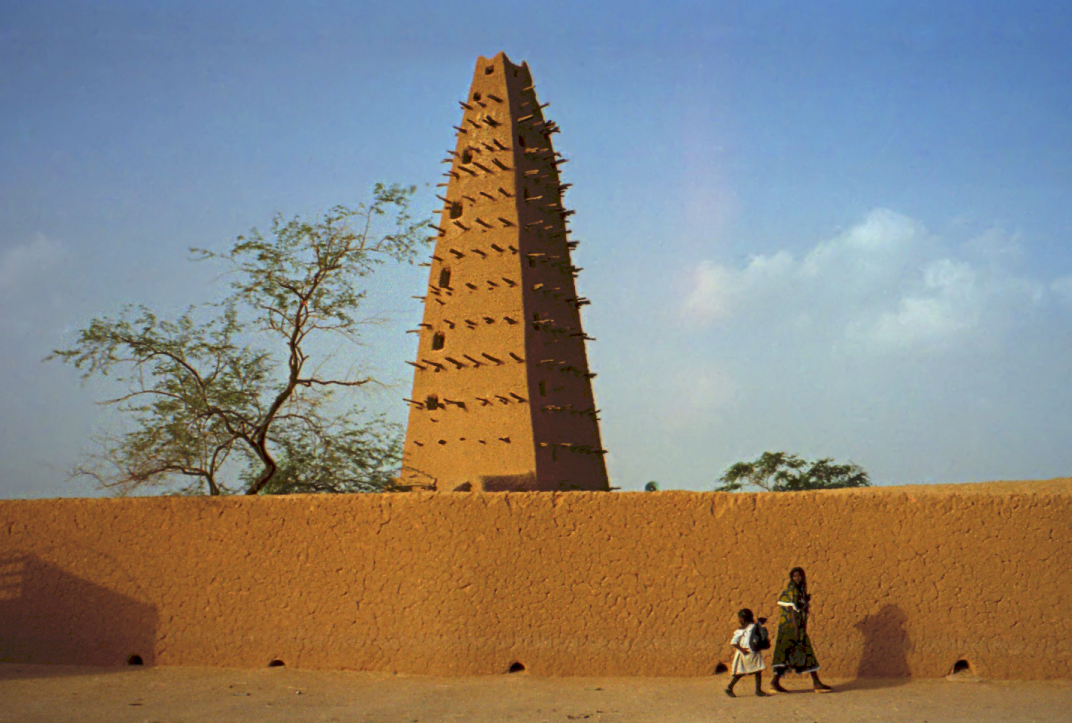
Mezquita Agadez, Níger
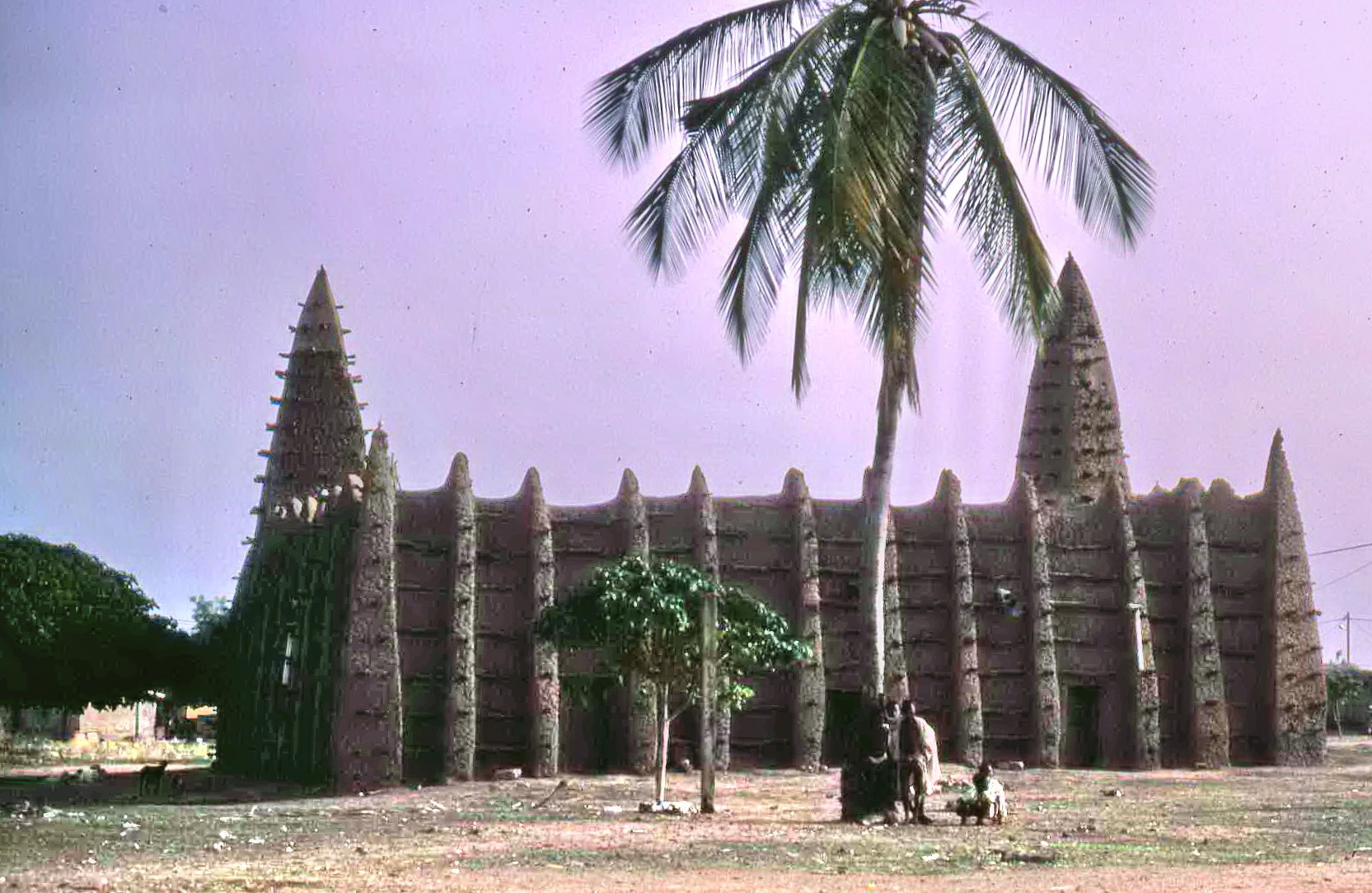
Una de las mezquitas sudanesas en Kong, Costa de Marfil